# 国際連合安全保障理事会決議148
国際連合安全保障理事会決議148（こくさいれんごうあんぜんほしょうりじかいけつぎ148、英: United Nations Security Council Resolution 148, UNSCR148）は、1960年8月23日に国際連合安全保障理事会で全会一致で採択された決議である。ニジェール共和国の国連加盟申請を検討し、同国の加盟承認を総会に勧告した。